# Robin Morgan
Robin Morgan, född 29 januari 1941 i Lake Worth i Florida, är en amerikansk radikalfeminist, författare och skådespelerska. Hon är bland annat känd för att ha kämpat för frigivningen av Valerie Solanas och för att ha varit chefredaktör för tidskriften Ms. mellan 1989 och 1993. Morgan producerade även egna radioprogram och spelade Dagmar i TV-serien Mama (baserad på filmen I Remember Mama) under 50-talet. Hon kom ut som lesbisk under 60-talet.